# Redman
Ре́джиналд «Ре́джи» Нобл (англ. Reginald "Reggie" Noble; род. 17 апреля 1970, Ньюарк), более известный как Ре́дман (англ. Redman) — американский рэп-исполнитель, диджей, продюсер и актёр. Обрёл известность в начале 1990-х как артист лейбла Def Jam. Также известен по сотрудничеству со своим близким другом Метод Маном как половина рэп-дуэта Method Man & Redman, плюс по ролям в фильмах и ситкомах. В конце 1990-х также был участником группы Def Squad. Много альбомов Редмана были спродюсированы Крисом Пинсетом, они вместе создали студию звукозаписи Mood Recording в Нью-Йорке.

## Биография
Начинал Редман свою карьеру так же, как и многие другие — фристайлил на различных мероприятиях. На одном из них на него обратил внимание Эрик Сермон из группы EPMD с лейбла Def Jam. С этой встречи и решилась его судьба. Он попал в группировку рэперов, известных как Def Squad, его напарниками стали Эрик Сермон и Кит Мюррей. Появившийся на прилавках 22 сентября 1992 года альбом Whut? Thee Album стал дебютным для Реджи, и благодаря ему Нобл был признан одним из лучших эмси Восточного побережья и в 1993 году удостоился звания «Артист года» от журнала The Source. Отдельный его трек («How to Roll a Blunt») был посвящён искусству скручивания косяков, благодаря которому Ред нашёл общий язык с рэпером Метом, c которым и записал альбом Blackout!, а также много других совместных работ.

## Дискография

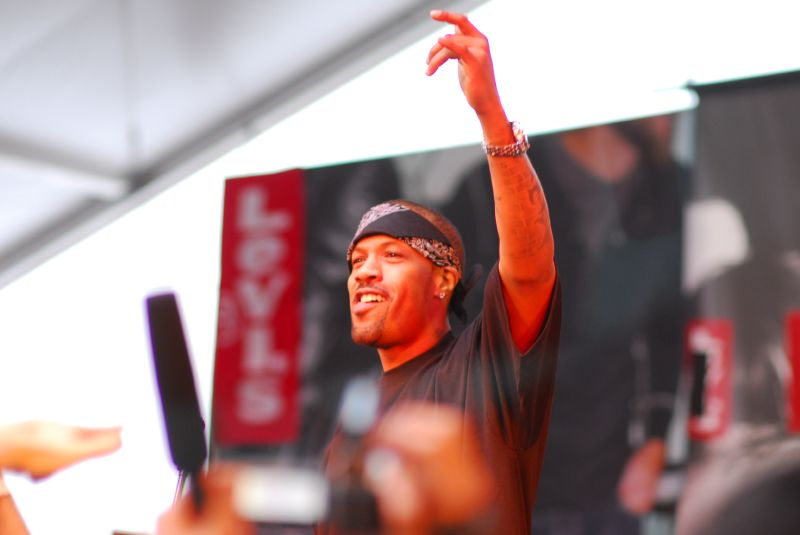
Redman

Студийные альбомы
- 1992 — Whut? Thee Album
- 1994 — Dare Iz a Darkside
- 1996 — Muddy Waters[англ.]
- 1998 — Doc's da Name 2000
- 2001 — Malpractice[англ.]
- 2007 — Red Gone Wild: Thee Album
- 2010 — Reggie[англ.]
- 2015 — Mudface[англ.]
- 2024 — Muddy Waters Too[2]

Совместные альбомы
- 1998 — El Niño[англ.] в составе Def Squad
- 1999 — Blackout![англ.] совместно с Method Man
- 2001 — How High[англ.] совместно с Method Man
- 2009 — Blackout! 2[англ.] совместно с Method Man

## Фильмография
- 1998 — Ride
- 1999 — Colorz of Rage
- 1999 — P.I.G.S.
- 2000 — Boricua’s Bond
- 2000 — «Бекстейдж»
- 2001 — Statistic: The Movie
- 2001 — «Торчки»
- 2002 — Stung
- 2003 — Thaddeus Fights the Power!
- 2003 — «Очень страшное кино 3»
- 2004 — «Потомство Чаки»
- 2004 — Beef II
- 2004 — Meth & Red
- 2005 — Hip-Hop Honeys: Las Vegas[3]
- 2006 — Rock the Bells[англ.] (2004)
- 2006 — High Times Stony Awards
- 2007 — Big Pun The Legacy
- 2007 — The Sunset Strip
- 2012 — The Art of Rap
- 2015 — Dark
- 2019 — The Return of the living Dead